# UVS in het seizoen 1955/56
Het seizoen 1955/1956 was het eerste jaar in het bestaan van de betaaldvoetbalclub UVS uit de Nederlandse stad Leiden. De club kwam uit in de Eerste klasse C en eindigde daarin op de 13e plaats, dit betekende dat de club in het nieuwe seizoen uitkwam in de Tweede divisie.

## Wedstrijdstatistieken

### Eerste klasse C
|       | DHC   | DOSKO | Fortuna | Helmondia '55 | Hilversum | KFC   | Oldenzaal | Oosterparkers | TOP   | Tubantia | Volendam | Wilhelmina | Zeist | ZFC   | Zwartemeer |
| ----- | ----- | ----- | ------- | ------------- | --------- | ----- | --------- | ------------- | ----- | -------- | -------- | ---------- | ----- | ----- | ---------- |
| Thuis | 3 – 2 | 3 – 3 | 4 – 0   | 2 – 3         | 8 – 2     | 0 – 0 | 1 – 2     | 3 – 1         | 4 – 0 | 2 – 3    | 1 – 4    | 0 – 3      | 2 – 3 | 1 – 2 | 2 – 2      |
| Uit   | 1 – 1 | 1 – 1 | 2 – 2   | 2 – 1         | 3 – 2     | 3 – 2 | 1 – 1     | 0 – 1         | 3 – 3 | 5 – 1    | 1 – 1    | 3 – 2      | 7 – 4 | 2 – 0 | 2 – 2      |

## Statistieken UVS 1955/1956

### Eindstand UVS in de Nederlandse Eerste klasse C 1955 / 1956
| Stand | Gespeeld | Gewonnen | Gelijk | Verloren | Punten | Doelpunten voor | Doelpunten tegen |
| ----- | -------- | -------- | ------ | -------- | ------ | --------------- | ---------------- |
| 13e   | 30       | 6        | 10     | 14       | 22     | 60              | 66               |

### Topscorers
| Competitie \| # \| Naam \| \| \| ------ \| ----------------------- \| -- \| \| 1. \| Cor van der Zeeuw \| 25 \| \| 2. \| Hennie Bekkering \| 8 \| \| 3. \| Jan de Wolf \| 5 \| \| 4. \| Gerard Devilee \| 3 \| \| 4. \| Jacques van Leeuwen \| 3 \| \| 4. \| Jan Verkuijlen \| 3 \| \| 4. \| Frans van der Zeeuw \| 3 \| \| 8. \| Wim Bekkering \| 2 \| \| 8. \| Arie Pardon \| 2 \| \| 8. \| Cor Verhoogt \| 2 \| \| 11. \| Jan van der Blom \| 1 \| \| 11. \| Piet Rietkerken \| 1 \| \| 11. \| Han Verhoeks \| 1 \| \| 11. \| Eigen doelpunten \| 1 \| \| – \| Joop de Leeuw (Fortuna) \| 1 \| \| Totaal \| Totaal \| 60 \| |                         |      |
| # | Naam                    | Goal |
| 1. | Cor van der Zeeuw       | 25   |
| 2. | Hennie Bekkering        | 8    |
| 3. | Jan de Wolf             | 5    |
| 4. | Gerard Devilee          | 3    |
| 4. | Jacques van Leeuwen     | 3    |
| 4. | Jan Verkuijlen          | 3    |
| 4. | Frans van der Zeeuw     | 3    |
| 8. | Wim Bekkering           | 2    |
| 8. | Arie Pardon             | 2    |
| 8. | Cor Verhoogt            | 2    |
| 11. | Jan van der Blom        | 1    |
| 11. | Piet Rietkerken         | 1    |
| 11. | Han Verhoeks            | 1    |
| 11. | Eigen doelpunten        | 1    |
| – | Joop de Leeuw (Fortuna) | 1    |
| Totaal | Totaal                  | 60   |